# 服部慎一郎
服部 慎一郎（はっとり しんいちろう、1999年8月2日 - ）は、日本将棋連盟所属の棋士。中田章道七段門下。棋士番号は322。 富山県富山市出身。

## 棋歴
小学校3年生の夏、担任の先生に日本シリーズこども大会の案内をもらい、新潟で開催された大会で負けてくやしかったので強くなろうと思って本格的に将棋を始める。小学校4年生まで魚津市立道下小学校に通い、道下公民館（現・道下コミュニティセンター）の主催する将棋サークルに通っていた縁で、同施設ではInstagramやX（旧Twitter）を利用して服部を応援する投稿を行っている。
小学5年生の時、関西研修会に入会。
2013年、中学校2年時に奨励会へ入会。姉の大学進学に合わせて中学校3年時に富山から大阪へ転居すると、関西将棋会館棋士室の常連となり腕を磨く。
2019年、奨励会三段時代に出場した第9期加古川青流戦では決勝まで駒を進め、池永天志四段に敗れたものの準優勝の結果を残した。
三段リーグでは初参加となる2017年第62回奨励会三段リーグで14勝4敗の好成績をあげるも、順位差から次点に留まり1期抜けとはならなかった（14勝をあげながら昇段とならなかったのは2006年第39回の豊島将之・伊藤真吾<2度目>以来5人目、6例目）。しかしその後も11勝、10勝、12勝とコンスタントに成績を残し続け、2019年第66回奨励会三段リーグで再び14勝4敗を記録。今度は順位差によって同じく14勝4敗だった西山朋佳をかわして2020年4月1日付での四段昇段プロ入りを決めた。同期昇段は谷合廣紀、同日付でのプロ入りに編入試験合格者である折田翔吾がいる。
2020年度
初参加の第79期順位戦C級2組では8勝2敗と健闘。勝敗数では3位タイであったものの、順位の差から昇級次々点のリーグ5位に留まり、三段リーグに続き初参加ゆえの順位の低さが響く形となった。
2021年度
第10期の中止を挟んで2年ぶりの開催となった第11期加古川青流戦では、第9期決勝敗退後に残した「また来年、四段になってこの舞台に戻ってきたい」の言葉通り、四段となって再び決勝まで進出。井田明宏四段との三番勝負を2勝1敗で制し、一般棋戦で初優勝した。
第80期順位戦C級2組では開幕7連勝と順調なスタートを切りながら終盤3局で2敗を喫したことで8勝2敗のリーグ4位に終わり、昇級を逃す結果となった。
第7期叡王戦では四段予選を勝ち抜き本戦トーナメントへ出場。八代弥七段、豊島将之九段、船江恒平六段を破り、同棋戦の四段予選勝ち抜き者としては初めて挑戦者決定戦へと進出したが、出口若武五段に敗れタイトル挑戦とはならなかった。
2022年度
第72期王将戦では一次予選から勝ち上がり、四段の棋士としては第66期の近藤誠也以来4人目となる挑戦者決定リーグ入りを果たした。リーグでは渡辺明名人・棋王、永瀬拓矢王座と当時のタイトルホルダー2人から白星を挙げたものの、2勝4敗の成績で陥落となった。
2022年9月30日、石川優太五段に勝利したことでプロ入り後通算100勝とし、五段に昇段した。
第53期新人王戦では黒田尭之五段との決勝三番勝負を2勝1敗の成績で制し、前年の加古川青流戦に続き若手棋戦での優勝を果たした。
第64期王位戦では予選トーナメントで稲葉陽八段、糸谷哲郎八段、菅井竜也八段と3人のA級棋士と同ブロックとなるも、3人全員を直接対決で破り、本戦リーグ入りを決めた。
第35期竜王戦6組では昇級者決定戦を勝ち抜き5組へ、第81期順位戦C級2組では9勝1敗の成績でリーグ2位となりC級1組へ、それぞれ自身初昇級を決めた。
これらの活躍に加えて年度を通じて対局数（68局）で1位、勝利数（50勝）と連勝数（15連勝）で2位と各記録ランキングでも上位に入り、将棋大賞の最多対局賞と新人賞を受賞した。
2023年度
2023年4月20日に行われた第36期竜王戦5組ランキング戦準決勝で杉本和陽五段に勝利し、4組への2期連続昇級を決めると共に規定により六段へと昇段した。
第82期順位戦C級1組では10戦全勝の成績をあげ、B級2組へと昇級した。
2024年度
第55期新人王戦では優勝した第53期以来2年ぶりとなる決勝三番勝負に進出。高田明浩五段を2連勝で破り、同棋戦2度目の優勝を飾った。
第18回朝日杯本戦トーナメントの名古屋公開対局では、1回戦で丸山忠久九段に勝利、同日の午後実施の2回戦では初手合となる藤井聡太竜王・名人に勝利し、全棋士参加棋戦でベスト4に入った。
第83期順位戦B級2組では、9回戦の時点で8勝1敗の成績をあげてB級1組へと昇級を決めると共に、規定により七段へと昇段した。
第37期竜王戦4組では昇級者決定戦を勝ち抜き3組へと昇級。順位戦、竜王戦ともに3期連続での昇級となった。
2024年度は年間を通じて高勝率を維持し、2月5日時点での勝率は9割（36勝4敗）に達していた。直後に3連敗を喫するなど年度最終盤に入り数字を落としたものの、最終的に当時歴代7位となる勝率.843（43勝8敗）で将棋大賞の勝率一位賞を受賞した。

## 人物・棋風
- 定跡にとらわれない力戦調の将棋を好む。
- 同様の棋風で知られる山崎隆之には奨励会時代、多くの練習将棋を指すなど目をかけられており、服部自身もプロ入りに際して対局したい棋士に山崎の名前を挙げている（2021年の朝日杯二次予選で公式戦初対局、結果は服部の勝ち）。
- 苗字にかけた「忍者」「ニンニン」の異名で呼ばれることがあり、自身もX（旧Twitter）では「忍者服部」のアカウント名を用いている。
- 趣味はランニング。
- 大阪市立中央高校時代、友人と漫才コンビ「もぐら部隊」を結成し、文化祭や路上で活動していた経験を持つ[6][15]。プロ入り後の2024年にも冨田誠也とコンビ「もぐら兄弟」（ネタ担当は池永天志）を結成し、M-1グランプリ2024予選に参加（結果は1回戦敗退）している[16][17]。

## 昇段履歴
関西研修会
- 0000年00月00日 ： 関西研修会 入会（当時11歳、小学5年生[5]）
- 2011年06月00日 ： 関西研修会 C2クラス昇級[18]
- 2012年06月00日 ： 関西研修会 C1クラス昇級[19]
- 2012年08月00日 ： 関西研修会 B2クラス昇級[20]
- 2013年01月00日 ： 関西研修会 B1クラス昇級[21]
- 2013年03月00日 ： 関西研修会 Aクラス昇級（奨励会6級入会資格）[22]

関西奨励会
- 2013年04月00日 ： 6級（関西奨励会 入会）[1]
- 2017年10月00日 ： 三段（第62回奨励会三段リーグ戦〈2017年度後期〉からリーグ参加）[1]

四段昇段以降
- 2020年04月01日 ： 四段（第66回奨励会三段リーグ戦〈2019年度後期〉成績1位）[1][7]
- 2022年09月30日 ： 五段（勝数規定／公式戦100勝、通算100勝31敗）[10][23][注釈 2]
- 2023年04月20日 ： 六段（竜王戦ランキング戦連続昇級、通算123勝42敗）[11][注釈 3]
- 2025年02月05日 ： 七段（順位戦B組1級昇級、通算190勝61敗）[26][27]

## 主な成績

### 棋戦優勝
- 加古川青流戦 1回（第11期 2021年）
- 新人王戦 2回（第53期 2022年、第55期 2024年）

優勝回数：合計 3回

### 非公式戦優勝
- ABEMAトーナメント：1回（第5回〈2022年〉・チーム稲葉）[注釈 4]
- ABEMA地域対抗戦：1回（2024年・チーム中部）[注釈 5]

### 将棋大賞
- 第50回（2022年度） 最多対局賞、新人賞
- 第52回（2024年度） 勝率一位賞

### 在籍クラス
| 開始 年度 | (出典)順位戦出典 | (出典)順位戦出典 | (出典)順位戦出典 | (出典)順位戦出典 | (出典)順位戦出典 | (出典)順位戦出典 | (出典)順位戦出典 | (出典)順位戦出典 | (出典)竜王戦出典 | (出典)竜王戦出典                   | (出典)竜王戦出典                   | (出典)竜王戦出典                   | (出典)竜王戦出典                   | (出典)竜王戦出典                   | (出典)竜王戦出典                   | (出典)竜王戦出典                   | (出典)竜王戦出典                   | (出典)竜王戦出典                   |
| 開始 年度 | 期               | 名人             | A級              | B級              | B級              | C級              | C級              | 0                | 期               | 竜王                               | 1組                                | 2組                                | 3組                                | 4組                                | 5組                                | 6組                                | 決勝 T                             |                                    |
| 開始 年度 | 期               | 名人             | A級              | 1組              | 2組              | 1組              | 2組              | 0                | 期               | 竜王                               | 1組                                | 2組                                | 3組                                | 4組                                | 5組                                | 6組                                | 決勝 T                             |                                    |
| --- | ---------------- | ---------------- | ---------------- | ---------------- | ---------------- | ---------------- | ---------------- | ---------------- | ---------------- | ---------------------------------- | ---------------------------------- | ---------------------------------- | ---------------------------------- | ---------------------------------- | ---------------------------------- | ---------------------------------- | ---------------------------------- | ---------------------------------- |
| 2020 | 79               |                  |                  |                  |                  |                  | C251             | 8-2              | 34               |                                    |                                    |                                    |                                    |                                    |                                    | 6組                                | --                                 | 0-1/昇3-1                          |
| 2021 | 80               |                  |                  |                  |                  |                  | C206             | 8-2              | 35               |                                    |                                    |                                    |                                    |                                    |                                    | 6組                                | --                                 | 1-1/昇7-1 (5位)                    |
| |                  |                  |                  |                  |                  |                  |                  |                  | 35               | (6組昇決 5位決定戦 勝利 → 5組昇級) | (6組昇決 5位決定戦 勝利 → 5組昇級) | (6組昇決 5位決定戦 勝利 → 5組昇級) | (6組昇決 5位決定戦 勝利 → 5組昇級) | (6組昇決 5位決定戦 勝利 → 5組昇級) | (6組昇決 5位決定戦 勝利 → 5組昇級) | (6組昇決 5位決定戦 勝利 → 5組昇級) | (6組昇決 5位決定戦 勝利 → 5組昇級) | (6組昇決 5位決定戦 勝利 → 5組昇級) |
| 2022 | 81               |                  |                  |                  |                  |                  | C205             | 9-1              | 36               |                                    |                                    |                                    |                                    |                                    | 5組                                |                                    | --                                 | 4-1 (2位)                          |
| 2023 | 82               |                  |                  |                  |                  | C125             |                  | 10-0             | 37               |                                    |                                    |                                    |                                    | 4組                                |                                    |                                    | --                                 | 0-1/昇6-0                          |
| 2024 | 83               |                  |                  |                  | B222             |                  |                  | 9-1              | 38               |                                    |                                    |                                    | 3組                                |                                    |                                    |                                    | --                                 | 4-1 (2位)                          |
| 2025 | 84               |                  |                  | B111             |                  |                  |                  | -                | 39               |                                    |                                    | 2組                                |                                    |                                    |                                    |                                    | --                                 | -                                  |
| 順位戦、竜王戦の 枠表記 は挑戦者。右欄の数字は勝-敗(番勝負/PO含まず)。 順位戦の右数字はクラス内順位 ( x当期降級点 / *累積降級点 / +降級点消去 ) 順位戦の「F編」はフリークラス編入 /「F宣」は宣言によるフリークラス転出。 竜王戦の 太字 はランキング戦優勝、竜王戦の 組(添字) は棋士以外の枠での出場。 |                  |                  |                  |                  |                  |                  |                  |                  |                  |                                    |                                    |                                    |                                    |                                    |                                    |                                    |                                    |                                    |

### 年度別成績
| 2020年度         | 39     | 28   | 11   | 0.7179 | [ 30 ] | 通算成績 | 通算成績 | 通算成績 | 通算成績 | 通算成績 |
| 年度             | 対局数 | 勝数 | 負数 | 勝率   | (出典) | 対局数   | 勝数     | 負数     | 勝率     | (出典)   |
| 2021年度         | 55     | 43   | 12   | 0.7818 | [ 31 ] | 94       | 71       | 23       | 0.7553   | [ 32 ]   |
| 2022年度         | 68     | 50   | 18   | 0.7352 | [ 33 ] | 162      | 121      | 41       | 0.7469   | [ 24 ]   |
| 2023年度         | 49     | 33   | 16   | 0.6734 | [ 34 ] | 211      | 154      | 57       | 0.7298   | [ 35 ]   |
| 2024年度         | 51     | 43   | 8    | 0.8431 | [ 36 ] | 262      | 197      | 65       | 0.7519   | [ 37 ]   |
| 2021-2024 (小計) | 172    | 126  | 46   |        |        |          |          |          |          |          |
| 通算             | 262    | 197  | 65   | 0.7519 | [ 37 ] |          |          |          |          |          |
| 2024年度まで     |        |      |      |        |        |          |          |          |          |          |

## 著書
- AI流 中飛車破り～旧型・新型・服部スペシャル～（2022年4月27日、マイナビ出版 ISBN 978-4-8399-7994-2）